# Achillea
Achillea és un gènere de plantes angiospermes de la família de les asteràcies (Asteraceae). Són plantes natives de les zones temperades i subtropicals de l'hemisferi nord.

## Característiques
Una gran part de les espècies d'aquil·lea es troben a les zones temperades d'Euràsia. Normalment les plantes d'aquest gènere tenen fulles piloses i aromàtiques.
Les inflorescècies són en corimbe, grans i amb forma de para-sol. Algunes varietats són apreciades com a planta de jardineria.
El nom del gènere prové de l'heroi de la mitologia grega Aquil·les. Segons la Ilíada, els soldats d'Aquil·les utilitzaven plantes d'aquest gènere per tractar les ferides.
Moltes espècies d'Achillea són l'aliment preferit de les erugues de certs lepidòpters.

## Taxonomia

### Espècies
Dins del gènere Achillea es reconeixen les 138 espècies següents:
- Achillea abrotanoides (Vis.) Vis.
- Achillea absinthoides Halácsy
- Achillea acuminata (Ledeb.) Sch.Bip.
- Achillea adeniae Aytaç & Ekici
- Achillea aegyptiaca L.
- Achillea ageratifolia (Sm.) Benth. & Hook.f.
- Achillea ageratum L.
- Achillea aleppica DC.
- Achillea alexandri-regis Bornm. & Rudsky
- Achillea alimeana Semiz & Uysal
- Achillea alpina L.
- Achillea ambrosiaca (Boiss. & Heldr.) Boiss.
- Achillea apiculata N.I.Orlova
- Achillea arabica Kotschy
- Achillea armenorum Boiss. & Hausskn.
- Achillea asiatica Serg.
- Achillea aspleniifolia Vent.
- Achillea atrata L.
- Achillea aucheri Boiss.
- Achillea baldaccii Degen
- Achillea baltae H.Duman & Aytaç
- Achillea barbeyana Heldr. & Heimerl
- Achillea barrelieri (Ten.) Sch.Bip.
- Achillea biserrata M.Bieb.
- Achillea boissieri Hausskn. ex Boiss.
- Achillea brachyphylla Boiss. & Hausskn.
- Achillea bucharica C.Winkl.
- Achillea callichroa Boiss.
- Achillea cappadocica Hausskn. & Bornm.
- Achillea carpatica Błocki ex Dubovik
- Achillea ceretanica (Sennen) I.Soriano
- Achillea chamaemelifolia Pourr.
- Achillea chrysocoma Friv.
- Achillea clavennae L.
- Achillea clusiana Tausch
- Achillea clypeolata Sm.
- Achillea coarctata Poir.
- Achillea conferta DC.
- Achillea cretica L.
- Achillea crithmifolia Waldst. & Kit.
- Achillea cucullata Bornm.
- Achillea cuneatiloba Boiss. & Buhse
- Achillea cunoraea F.K.Mey.
- Achillea distans Waldst. & Kit. ex Willd.
- Achillea erba-rotta All.
- Achillea eriophora DC.
- Achillea euxina Klokov
- Achillea falcata L.
- Achillea filipendulina Lam.
- Achillea formosa (Boiss.) Sch.Bip.
- Achillea fraasii Sch.Bip.
- Achillea fragrantissima (Forssk.) Sch.Bip.
- Achillea getica Grecescu
- Achillea glaberrima Klokov
- Achillea goniocephala Boiss. & Balansa
- Achillea grandifolia Friv.
- Achillea griseovirens Albov
- Achillea gypsicola Hub.-Mor.
- Achillea hamzaoglui Arabacı & Budak
- Achillea holosericea Sm.
- Achillea impatiens L.
- Achillea inundata Kondr.
- Achillea jenisseensis Stepanov
- Achillea kamelinii Kupr.
- Achillea karatavica Kamelin
- Achillea kellalensis Boiss. & Hausskn.
- Achillea ketenoglui H.Duman
- Achillea kirschneri Yıld. & Kılıç
- Achillea kotschyi Boiss.
- Achillea kuprijanovii Stepanov
- Achillea latiloba Ledeb. ex Nordm.
- Achillea ledebourii Heimerl
- Achillea leptophylla M.Bieb.
- Achillea ligustica All.
- Achillea lingulata Waldst. & Kit.
- Achillea lycaonica Boiss. & Heldr.
- Achillea macrophylla L.
- Achillea magnifica Heimerl ex Hub.-Mor.
- Achillea maritima (L.) Ehrend. & Y.P.Guo
- Achillea maura Humbert
- Achillea membranacea DC.
- Achillea micrantha Willd.
- Achillea micranthoides Klokov
- Achillea millefolium L.
- Achillea milliana H.Duman
- Achillea monocephala Boiss. & Balansa
- Achillea multifida (DC.) Griseb.
- Achillea nana L.
- Achillea nobilis L.
- Achillea occulta Constantin. & Kalpoutz.
- Achillea ochroleuca Ehrh.
- Achillea odorata L.
- Achillea oligocephala DC.
- Achillea oxyloba (DC.) Sch.Bip.
- Achillea oxyodonta Boiss.
- Achillea pachycephala Rech.f.
- Achillea pannonica Scheele
- Achillea phrygia Boiss. & Balansa
- Achillea pindicola Hausskn.
- Achillea polyphylla (Gaudin) Schleich. ex Paill. & Vendrely
- Achillea pseudoaleppica Hausskn. ex Hub.-Mor.
- Achillea pseudopectinata Janka
- Achillea ptarmica L.
- Achillea ptarmicifolia (Willd.) Rupr. ex Heimerl
- Achillea ptarmicoides Maxim.
- Achillea pyrenaica Sibth. ex Godr.
- Achillea roseoalba Ehrend.
- Achillea rupestris Huter, Porta & Rigo
- Achillea sahandica Turrill
- Achillea salicifolia Besser
- Achillea santolinoides Lag.
- Achillea schauloi Stepanov
- Achillea schischkinii Sosn.
- Achillea schmakovii Kupr.
- Achillea sedelmeyeriana Sosn.
- Achillea sergievskiana Shaulo & Shmakov
- Achillea setacea Waldst. & Kit.
- Achillea sieheana Stapf
- Achillea sintenisii Hub.-Mor.
- Achillea sipikorensis Hausskn. & Bornm.
- Achillea sivasica Çelik & Akpulat
- Achillea spinulifolia Fenzl ex Boiss.
- Achillea stepposa Klokov & Krytzka
- Achillea stojanoffii Prodan
- Achillea talagonica Boiss.
- Achillea taygetea Boiss. & Heldr.
- Achillea tenuifolia Lam.
- Achillea teretifolia Willd.
- Achillea thracica Velen.
- Achillea tianschanica Kupr. & Kulemin
- Achillea tomentosa L.
- Achillea trevidiciana Sennen
- Achillea tuzsonii Ujhelyi
- Achillea umbellata Sm.
- Achillea vermicularis Trin.
- Achillea virescens (Fenzl) Heimerl
- Achillea wilhelmsii K.Koch
- Achillea wilsoniana (Heimerl ex Hand.-Mazz.) Hand.-Mazz.